# Église d'Hoilola
L'église d'Hoilola (en finnois : Hoilolan kirkko) est située dans le village Hoilola (fi) de la commune de Joensuu en Finlande. 

## Description
L'église d'Hoilola, conçue par l'architecte Veikko Larkas est inaugurée en 1949. 
Elle est construite pour remplacer l'église de Korpiselkä (fi) située à Korpiselkä dans les territoires cédés à l'URSS.
L'église peut accueillir 150 personnes.